# Uniwersytet Południowoczeski w Czeskich Budziejowicach
Uniwersytet Południowoczeski w Czeskich Budziejowicach (cz. Jihočeská univerzita v Českých Budějovicích – JU) – czeska uczelnia publiczna w Czeskich Budziejowicach. Została założona w 1991 roku.
W 2020 roku funkcję rektora objął Bohumil Jiroušek.